# Đầu rắn (băng đảng)
Đầu rắn (tiếng Trung: 蛇头; bính âm: shé tóu; Hokkien: chôa-thâu, phiên âm Hán Việt xà đầu) là những băng đảng Trung Quốc buôn lậu người sang các nước khác. Chúng được tìm thấy ở khu vực Phúc Kiến của Trung Quốc và đưa khách hàng đến các quốc gia phương Tây giàu có như Tây Âu, Bắc Mỹ, Úc và một số khu vực giàu có gần đó như Đài Loan và Nhật Bản.
Các băng Đầu rắn sử dụng nhiều phương pháp khác nhau để đưa khách hàng của họ đến phương Tây. Họ có thể sử dụng hộ chiếu bị đánh cắp hoặc thay đổi, thị thực lấy không đúng và hối lộ để di chuyển người từ quốc gia này sang quốc gia khác cho đến khi đến đích. Họ cũng có thể sử dụng các đoàn doanh nghiệp giả và các nhóm du lịch như một cách để vượt qua kiểm soát nhập cư. Tỷ lệ thanh toán việc đưa người thành công có thể lên tới 70.000 USD.
Một thành viên Đầu rắn đáng chú ý là Trịnh Thúy Bình hoặc "Chị Bình". Một người khác là Guo Liang Chi, được biết đến chủ yếu bởi tên đường phố của anh ta là Ah Kay, chủ mưu của vụ tàu chở hàng Golden Venture năm 1993 do Chị Bình tài trợ.

## Vai trò trong việc đào tẩu từ Triều Tiên
Một người di cư Bắc Triều Tiên đang tìm cách vào Hàn Quốc có thể chuyển sang một băng đảng đầu rắn để được tự nguyện đưa ra khỏi Bắc Triều Tiên. Việc buôn lậu thường biến thành buôn người nếu người di cư không trả lại tiền cho các thành viên băng đảng đầu rắn.